# Constanza Piccoli
Constanza Patricia Piccoli Molina (Santiago del Cile, 19 novembre 1992) è un'attrice e cantante pop cilena di origine italiana, nota per il ruolo di Emilia Valdez nella serie televisiva Karkú.

## Biografia
A solo undici anni fece il suo debutto televisivo nella serie BKN, in cui interpretava Catalina Valdivieso.
Le venne poi offerto il ruolo di protagonista nella serie Karkú, in cui ricoprì il ruolo di Emilia Valdes per le tre stagioni prodotte.
A seguito di questa trasmissione venne creata la band Six Pack, con la quale ha inciso due dischi.
Dopo una breve carriera come solista, ha continuato a fare televisione, partecipando in altre serie per la TV cilena, e cinema, recitando in alcune pellicole cilene.

## Filmografia

### Cinema
- El Babysitter, regia di Fabrizio Copano, Augusto Matte (2013)
- Toro Loco: Sangriento, regia di Patricio Valladares (2015)
- Prueba de actitud, regia di Gonzalo Badilla, Sebastián Badilla (2016)

### Televisione
- BKN - serie TV (2004-2005)
- Karkú - serie TV (2007-2009)
- La Familia de al Lado (2010)
- Aquí Mando Yo (2011)
- Dos por Uno (2013)
- Mamá mechona (2014)
- 20añero a los 40 (2016)

## Discografia
con BKN:
- 2004 - BKN
- 2004 - La amistad sigue creciendo
- 2005 - Lo mejor de / The best of

con Six Pack:
- 2007 - SixPack (nel 2008 è uscita una riedizione, disponibile solo online)
- 2009 - Up